# Лібсгаузен
Лібсгаузен (нім. Liebshausen) — громада в Німеччині, розташована в землі Рейнланд-Пфальц. Входить до складу району Рейн-Гунсрюк. Складова частина об'єднання громад Райнбеллен.
Площа — 5,85 км2. Населення становить 498 ос. (станом на 31 грудня 2020).

## Галерея

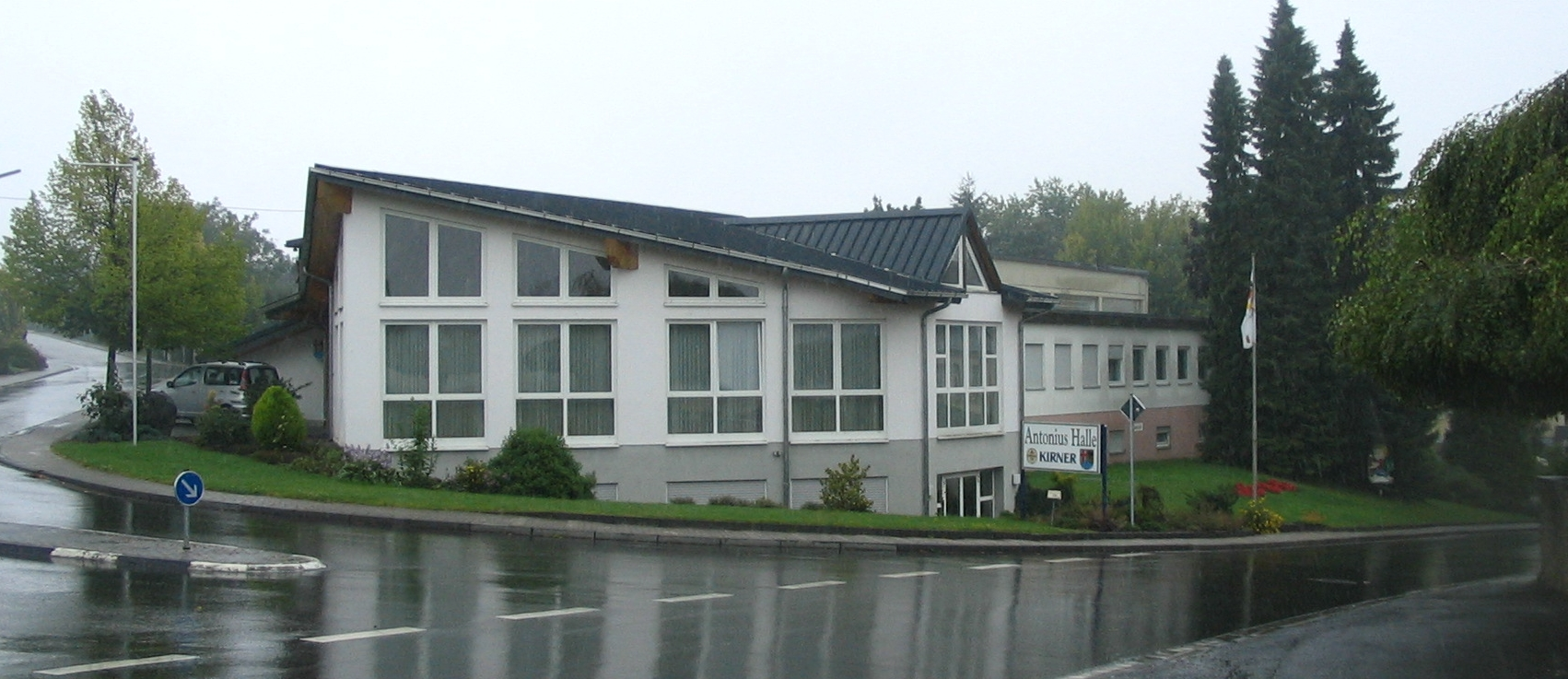